# アラカン共産党
アラカン共産党（アラカンきょうさんとう、The Communist Party of Arakan：CPA）は、ミャンマーのラカイン州で活動していた共産主義の反政府武装組織である。1962年に赤旗共産党（RFCP）から離脱して設立された。

## 結成
1962年、赤旗共産党の議長・タキン・ソーが赤旗の部隊の司令官をラカイン族幹部からビルマ族幹部にすげ替えたことに幻滅した、チョーザンリーとボー・マウンハンというラカイン族幹部が、赤旗を離脱してアラカン共産党（CPA）結成した。
その政策表明の中で「赤旗の胎内で生まれた」と述べたように、CPAは赤旗と同じくマルクス・レーニン主義を信奉し、その規則は一字一句赤旗を真似たものだった。しかし、赤旗と違いラカイン族中心の組織であったので、ラカインの独立も目標に掲げ、アイルランドの解放闘争など小国における共産主義運動に関心を寄せていたのだという。ラカイン族の人々の間では、、東パキスタン（現バングラデシュ）からのムスリム流入に繋がる紛争よりも安定を望む声が強かったことから、ラカイン族の知識人からはあまり支持を得られなかったが、農民からは一定の支持を得た。
海路を使って兵器を提供してくれた新モン州党（NMSP）とは長らく友好関係にあったが、ラカインでも活動していたビルマ共産党（CPB）とは敵対関係にあって、時折銃撃戦を交わした。

## 活動
1963年に政府主催で開催された各武装勢力との和平交渉に、CPAもチョーザンリーを代表とする代表団を送り込んだ。その際、CPA代表団は、（１）和平交渉は双方の指導者間で行われるべきこと（２）全ミャンマー、少なくともラカインからミャンマー軍（以下、国軍）の部隊を撤退させること（３）会談での同意点、対立点を全国民に知らせること（４）交渉が決裂した場合は、政府は代表団に3ヶ月の逮捕免除期間を与えることを要求。さらに非公式に（１）国軍がラカインの主要都市から撤退しないのであれば、、少なくともその前哨基地から徹底すること（２）ラカイン族の自治を認めることを要求したが、他の多くの武装勢力と同じく、交渉は物別れに終り、CPAはラカインでゲリラ活動に入った。
1970年代の前半の一時期、ムジャーヒディーンの残党が集結したロヒンギャ解放党（RLA）と協力関係にあったが、これは珍しいラカイン族とロヒンギャの武装勢力の共同戦線だった。しかし、1972年から1973年にかけて、いつまで経っても赤旗の影響下にあったチョーザンリーが、仲間内の批判を浴びて50人ほどのメンバーを連れてCPAを離脱。ボー・マウンハンが残り300人ほどの部隊を引き継いだ。
しかし1970年代後半に、ラカイン全域が国軍の掃討作戦を受け、CPAもミャンマー・バングラデシュ国境地帯までの撤退を余儀なくされ、1980年の政府による恩赦の際にはチョーザンリーの部隊は政府に降伏した。
1985年、アラカン独立機構（AIO）、アラカン解放軍（ALA）と同盟を組んでアラカン民族統一戦線（NUFA）を結成したものの、内紛が激しく、その活動は低調なものに終わった。
1986年5月、マウンソーイン少佐（Maung Saw Yin）という人物が率いるCPAの部隊が、ラカイン州のミンブラ（Minbra）という町を占拠した。翌日、彼らは刑務所から囚人を解放し、近隣から1万人もの人々が集まったミンブラのサッカー場で、ラカイン州の独立を宣言した。しかしすぐに国軍の反撃に遭い、2日後には再び国境地帯に撤退、その途中で人家や僧院に隠れていたCPAのメンバー25人が国軍に逮捕された。
1988年、8888民主化運動の際に、チョーザンリーは他のラカイン族の民族運動家とともにアキャブでの抗議活動に参加して、アラカン人民連合機構（Arakan People's United Organisation:APUO）を結成したが、人々の支持は得られなかった。

## 解散
1994年1月4日、NUFAはアラカン民族統一党（NUPA）という単一組織に改組したが、翌年、CPAのメンバー70人が離脱してアラカン民主党 (DPA) を結成した。残りのメンバーはNUPAに留まり、そのままNUPAに吸収されたものと見られる。